# 小野信爾
小野 信爾（おの しんじ、1930年10月23日 - ）は、日本の歴史学者。花園大学名誉教授。専攻は中国近代史。

## 経歴
1930年、大分県竹田市で生まれた。生家は豊後岡藩主中川家の菩提寺として知られる寺院・碧雲寺。山門には豊臣秀吉の朝鮮出兵に際して略奪してきたという「碧雲寺」の扁額が掲げられていた。父親は旧制中学の国語教師であった。
大分県立竹田高等学校を経て、1949年に京都大学文学部入学。1951年2月22日、下鴨警察署近くで「アメリカの朝鮮戦争に協力するな」という趣旨のビラを撒いたことで、GHQの占領政策違反に問われて軍事裁判を受け、重労働3年・罰金1000ドルの判決を受けた。文学部の同級生、教授らの減刑嘆願署名などによって刑期は2年に減刑された。のち講和条約発効によって占領法規が失効したため釈放となり、復学。1953年から京都での日中友好・学術交流の運動に関わった。1954年、京都大学文学部史学科卒業。1960年、京都大学大学院文学研究科東洋史専攻博士課程を満期退学。
1966年、花園大学講師に就いた。後に、助教授、教授に昇格。1989年4月より文学部長、1994年4月より副学長をつとめた。2001年に花園大学を定年退職し、名誉教授となった。

## 家族・親族
- 妻：小野和子は女性史研究者。京都大学人文科学研究所教授。京都橘大学名誉教授。
- 娘：小野啓子は沖縄大学法経学部教授。

## 著作
著書
- 『毛沢東』(中国人物叢書 第2期12) 人物往来社 1967
- 『人民中国への鼓動』(図説中国の歴史 9) 講談社 1977
- 『人民中国への道』(新書東洋史,中国の歴史 5) 講談社現代新書 1977
- 『五四運動在日本』汲古書院(汲古叢書) 2003
- 『青春群像：辛亥革命から五四運動へ』汲古書院 2012
- 『京大生・小野君の占領期獄中日記』宇野田尚哉・西川祐子・西山伸・小野和子、小野潤子編 京都大学学術出版会 2018年）

共著
- 『ゆらぐ中華帝国』(世界の歴史 11) 里井彦七郎共著、筑摩書房編集部編、筑摩書房 1961

「十九世紀中国の仏教運動：植民地主義への抵抗」小野訳
- 『辛亥革命の思想』島田虔次共編 筑摩書房(筑摩叢書) 1968

翻訳・共訳書
- 『毛沢東』(世界の名著 64)　小野川秀美編、訳、中央公論社 1969

「湖南省農民運動視察報告」「実践論」
- 『抗日遊撃戦争論』毛沢東著、藤田敬一・吉田富夫共訳、中公文庫 2014
- 『中国近代史 1840-1924』胡縄著、狭間直樹・藤田敬一共訳、平凡社 1974
- 『中国文明選 15 革命論集』吉田富夫・狭間直樹共著、朝日新聞社 197